# Instituto de Matemática da Academia Romena
O Instituto de Matemática "Simion Stoilow" da Academia Romena é uma instituição de pesquisas especializada em matemática, com sede em Bucareste. Foi batizado com o nome Simion Stoilow, seu primeiro diretor em 1949. Em 1974, Zoia Ceaușescu, filha de Nicolae Ceauşescu, foi admitida no instituto por ser matemática e seu pai presidente da Romênia socialista. Seu pai não admitia a escolha da filha em estudar matemática, o que o levou a decretar o fechamento do instituto em abril de 1975. O instituto foi reaberto em janeiro de 1990, após a Revolução Romena de 1989.
Em abril de 2000, o instituto foi qualificado como Centro de Excelência em Pesquisas, mediante uma competição organizada pela Comissão Europeia.
O instituto está localizado na Calea Griviţei, no centro de Bucareste. 